# Tsutomu Kitagawa
Tsutomu Kitagawa (Prefettura di Yamaguchi, 21 dicembre 1957) è un attore giapponese.
È famoso per il suo ruolo di Godzilla nella serie. Inoltre ha anche interpretato King Ghidorah in Mothra 3. Ha anche interpretato il Blu e il Nero Ranger in varie serie dei Power Rangers. Diventa attore nel 1975.

## Filmografia

### Cinema
- Mothra 3 (モスラ3 キングギドラ来襲 Mosura Surī - Kingu Gidora raishū), regia di Okihiro Yoneda (1998)
- Gojira 2000 Millennium (ゴジラ2000 ミレニアム Gojira ni-sen - Mireniamu), regia di Takao Okawara (1999)
- Gojira × Megaguirus - G shōmetsu sakusen (ゴジラ×メガギラス G消滅作戦 Gojira tai Megagirasu - Jī shōmetsu sakusen), regia di Masaaki Tezuka (2000)
- Gojira × Mekagojira (ゴジラ×メカゴジラ, Gojira tai Mekagojira), regia di Masaaki Tezuka (2002)
- Gojira × Mothra × Mekagojira - Tōkyō SOS (ゴジラ×モスラ×メカゴジラ 東京SOS, Gojira tai Mosura tai Mekagojira Tōkyō Esu Ō Esu), regia di Masaaki Tezuka (2003)
- Gojira Final Wars (ゴジラ FINAL WARS Gojira - Fainaru Wōzu), regia di Ryūhei Kitamura (2004)

### Televisione
- Cutie Honey (Cutie Honey: The Live (キューティーハニー THE LIVE Kyūtī Hanī Za Raibu?) – serie TV (2007)